# Kaplica św. Walentego w Kamionce
Kaplica pod wezwaniem św. Walentego w Kamionce – świątynia mariawicka, filia parafii św. Anny w Piasecznie wchodzącej w skład diecezji lubelsko-podlaskiej Kościoła Starokatolickiego Mariawitów w RP.
Nabożeństwa planowo odbywają się według ogłoszenia (głównie w niedziele) o 9:00, ale od pewnego czasu świątynia nie jest w ogóle użytkowana i niszczeje opuszczona. Regularnie w nabożeństwach w ostatnich latach użytkowania kaplicy brało udział niewiele ponad 5–10 osób. Miejscowi mariawici, którzy nazywają kaplicę kościółkiem, obecnie dojeżdżają do innych ośrodków mariawickich, chowani są na cmentarzu wyznaniowym w Cegłowie.

## Położenie
Kaplica ulokowana jest w Kamionce, w gminie Latowicz, w powiecie mińskim w województwie mazowieckim. Świątynia usytuowana jest w centrum Kamionki, przy skrzyżowaniu dróg z Latowicza, Walisk i Wielgolasu. Filia w Kamionce oddalona jest od kościoła parafialnego w Piasecznie o około 7 km.
Wokół kaplicy rosną stare robinie akacjowe i kasztanowce liczące 2,2–2,4 m obwodu.

## Historia
Kaplica św. Walentego została ufundowana przez Franciszka Chrósta i Ludwika Redę – gospodarzy z Kamionki. Wznosili ją rzemieślnicy – bracia Wojciechowscy z Siodła. Czas powstania nie jest dokładnie znany, najbardziej prawdopodobne wydaje się, iż wzniesiono ją około 1906-1910 roku. W latach 30 XX w., mariawici stanowili około 25% mieszkańców Kamionki. Przed II wojną światową w Kamionce żyło 15 rodzin mariawickich, po wojnie było 7 rodzin, obecnie 2. Do kaplicy przejeżdżali też mariawici z Dzielnika – 4 rodziny, Kiczek – 2 rodziny i Walisk – 1 rodzina. W kaplicy odbywały się odpusty na św. Walentego – 14 lutego i Trójcę Przenajświętszą. W ostatni dzień każdego miesiąca odprawiano adorację ubłagania. 4 czerwca 2004 opiekę nad zabytkiem objęli uczniowie Zespołu Szkół w Wielgolesie – młodzież regularnie sprząta budynek i przyległy teren.
Kaplicę wpisano do rejestru zabytków 4 stycznia 2011 pod nr A-1000.

## Architektura
Kaplica mariawicka w Kamionce została wzniesiona na początku XX wieku w stylu gotyckim. Jest ona orientowana, zbudowana na rzucie prostokąta, o wymiarach: długość – 15,75 m, szerokość na zewnątrz – 6,50 m, wysokość wieży – 10,8 m. Posiada jedną wieżę, ustawioną od frontu, wejście znajduje się u podstawy, od strony południowej. Dach dwuspadowy, kryty dachówką, zaś dach wieży stanowi okrągła kopuła z kulą i krzyżem na szczycie, kryta blachą. Dachówka wyprodukowana została w Kołbieli przez firmę Rychłowskiego. Kaplica ustawiona jest na dużych głazach narzutowych. Okna witrażowe, po trzy w ścianach wschodniej i zachodniej, u góry półkoliste, o wymiarach 0,85 × 2,00 m.
Kaplica jest jednonawowa, wnętrze nie podzielone. Sklepienie drewniane, półkoliście zamknięte, wsparte na czterech drewnianych kolumnach, ze zdobieniami w górnej części, ustawionych na drewnianych cokołach. Obwód kolumny 67 cm, zaś ośmiokątnego cokołu, na którym stoi 99 cm. Wysokość kolumn 4,90 m, wysokość ścian bocznych 3,90 m, wysokość wnętrza w najwyższym punkcie pośrodku nawy 5,50 m. Prezbiterium wydzielone jest balustradą.

## Wyposażenie
Wyposażenie stanowi: gotycki ołtarz o wymiarach 1,5 × 1 × 3,5 m, Górna część tabernakulum obrotowa, po bokach dwa drewniane anioły z rękami skrzyżowanymi na piersi, spoglądają w stronę Przenajświętszego Sakramentu, na drewnianych drzwiczkach tabernakulum płaskorzeźbione: hostia, kielich i po bokach obłoki. Nad ołtarzem napis: CHWAŁA NA WYSOKOŚCI BOGU, poniżej krzyż i obraz Matki Bożej Nieustającej Pomocy. W ołtarzu, po lewej stronie znajduje się schowek na książki. Na ołtarzu trzy pary potężnych mosiężnych świeczników. Ołtarz i prezbiterium odgrodzone są drewnianą balustradą o wysokości 0,7 m. Po lewej stronie zawieszony zegar ścienny, po prawej odkryty konfesjonał. Po prawej stronie od wejścia mosiężna kropielnica w kształcie serca z symbolami: włócznią, kotwicą i koroną cierniową.
W tylnej ścianie prezbiterium, po lewej stronie ołtarza wejście do pomieszczeń gospodarczych (na parterze dwa pomieszczenia, w pierwszym schody na piętro, gdzie znajduje się jedno duże pomieszczenie, a za nim wąska komórka – alkierz). Od tyłu niewielki ganek o wymiarach 1,8 × 1,7 m, z którego znajduje się także drugie oddzielne wejście do pomieszczeń gospodarczych. Nad wejściem chór o szerokości 1,5 m, na który prowadzą po lewej stronie drewniane schody, organów brak, z chóru wejście na piętro wieży, gdzie znajduje się sygnaturka.